# アルカラ・ラ・レアル
アルカラ・ラ・レアル（Alcalá la Real）は、スペイン・アンダルシア州ハエン県のムニシピオ（基礎自治体）。

## 地理
ハエン県の南西端に位置し、コルドバ県、グラナダ県と県境を接している。アルカラ・ラ・レアルは、グアダルキビール川谷と、ベガス・グラナディナスとをつなぐ軍事上の要所にあたる。この地域の重要性が認識されるのは、ナスル朝支配下にあった中世である。

## 歴史
旧石器時代から、アルカラ・ラ・レアルの様々な場所に人の定住地があり、新石器時代、銅器時代、青銅器時代にも見られた。興味深いことに、この土地はネアンデルタール人が最後まで暮らしていた場所の一つとされている。青銅器時代後期からイベリア人の時代となり、彼らの定住地が現れた。ローマ時代にはセロ・デ・ラ・モタ地区が最初のローマ定住地となった痕跡が見られる。これがアルカラ・ラ・レアルそのものの発祥と見られている。しかしローマの建築物は、古いイベリア人時代の地層を破壊してしまっている。
713年、アラブ人がイベリア半島を征服した。都市はカラト・バニ・ザイド（قلعة بني زيد Qal`at Banī Zayd、バニ・ザイドの砦）または簡潔にアル＝カラー（Al-Qal`a、要塞）と改名された。ウマイヤ朝のハカム2世時代、ノルマン人の略奪から領土を守るためにアタラーヤ（監視塔）が建てられた。
セロ・デ・ラ・モタ地区が現実に軍事的要所として有利になったのは1000年頃である。バヌ・サイード家の後援を受けてアル・アンダルスの有力な中心地となっていた。後にコルドバの後ウマイヤ朝が消滅し、コルドバの太守国から切り離され、アル・カラ(Al-Qal'a)はナスル朝の拠点となった。多くの襲撃がハエンや対カスティーリャ国境に対して行われた。しかし1341年8月15日、カトリック勢力のアルフォンソ11世軍によって征服された。王はこの時にラ・レアルの名称を与え、今日まで都市の名として残っている。1432年にはフアン2世が都市の地位を与えた。
ナスル朝が滅亡すると、アルカラ・ラ・レアルは戦略的要所の価値を失った。そして住民は徐々に斜面のセロ・デ・ラ・モタ地区から丘の麓の平地へ移行していった。このセロ・デ・ラ・モタ地区が過疎となっていく過程は、スペイン独立戦争とナポレオンの侵略戦争で終止符が打たれた。1810年から1812年まで要塞にいたフランス軍は退却の際に火を放って打ち捨てたのである。スペイン内戦の間、アルカラ・ラ・レアル、ロペラ、ポルクナの3つの自治体は戦争後期まで安定して共和国軍側についた県の中で数少ない自治体で、内戦末期に反乱軍側に征服された。

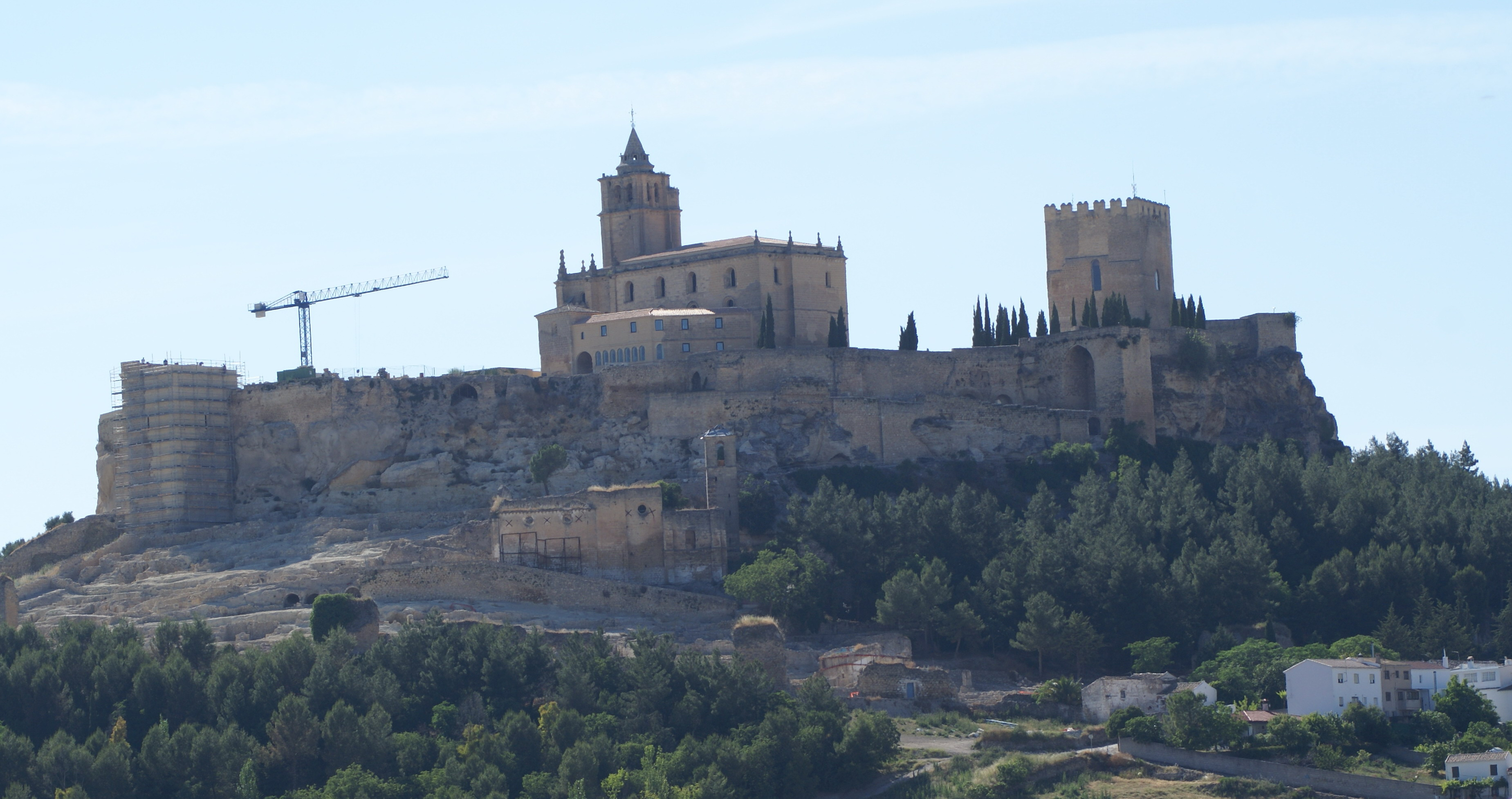
モタ城跡
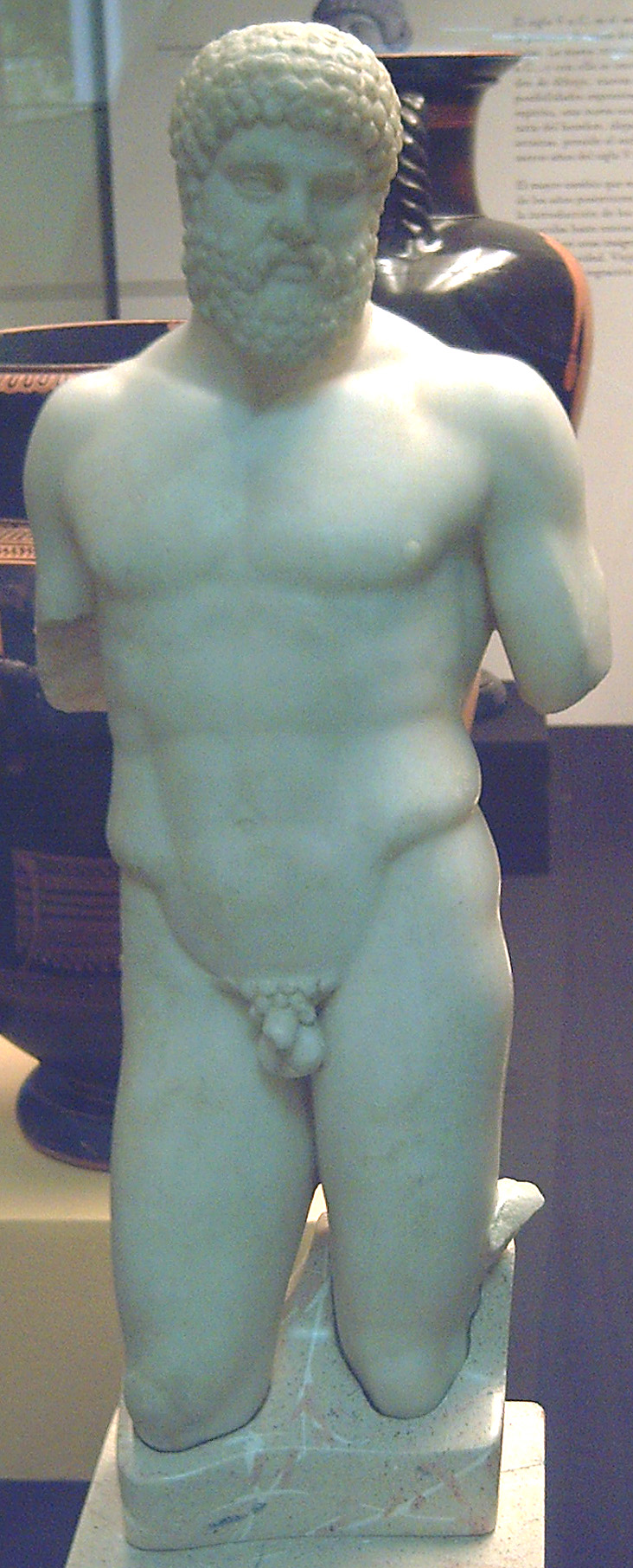
アルカラ・ラ・レアルで発見されたヘルクレス像。1世紀の作品で、大理石製。スペイン国立考古学博物館所蔵

## 経済
農業ではオリーブとさくらんぼの栽培が盛んである。またヒツジとヤギを中心に畜産が行われている。その他手工芸、プラスチック製造、金属加工が行われる。隣接する自治体と比べると産業成長が非常に低いため、若者が職を求めて他の都市へ流出する傾向にある。

## 政治
| 任期      | 首長名                                                              | 政党 |
| --------- | ------------------------------------------------------------------- | ---- |
| 1979–1983 | José Marañón Barrio                                                 | PSOE |
| 1983–1987 | José Marañón Barrio                                                 | PSOE |
| 1987–1991 | Felipe López García                                                 | PSOE |
| 1991–1995 | Felipe López García(91-93) Juan Canovaca Arjona(93-95)              | PSOE |
| 1995–1999 | Juan Canovaca Arjona                                                | PSOE |
| 1999–2003 | Juan Canovaca Arjona                                                | PSOE |
| 2003–2007 | Manuel León López                                                   | PSOE |
| 2007–2011 | Elena Víboras Jiménez                                               | PSOE |
| 2011–2015 | Elena Víboras Jiménez(11-13) Carlos Antonio Hinojosa Hidalgo(13-15) | PSOE |
| 2015–2019 | Carlos Antonio Hinojosa Hidalgo                                     | PSOE |
| 2019–2023 | n/d                                                                 | n/d  |
| 2023–     | n/d                                                                 | n/d  |

## 人口
| アルカラ・ラ・レアルの人口推移 1842－2011             |
|                                                       |
| 出典:INE（スペイン国立統計局）1900年–1991年、1996年 - |

## 交通
- 道路 - A-339、A-44

## 姉妹都市
- ローフェルデン、ドイツ